# Weiler bei Monzingen
Pour les articles homonymes, voir Weiler.
Weiler bei Monzingen est une municipalité allemande située dans le land de Rhénanie-Palatinat et l'arrondissement de Bad Kreuznach.